# Podvysoká
Podvysoká (węg. Határújfalu, do 1899 Podviszoka) – wieś i gmina (obec) w powiecie Czadca, kraju żylińskim, w północnej Słowacji. Pierwsza pisemna wzmianka o miejscowości pochodzi z roku 1658.